# Nuno Claro
Nuno Claro Simões Coimbra, meglio noto solo come Nuno Claro (Tondela, 7 gennaio 1977), è un ex calciatore portoghese, di ruolo portiere.

## Carriera

### Club
Nato a Tondela, nel distretto di Viseu, cresce nelle giovanili dell'Académico de Viseu, prima di trasferirsi al Fafe, dove gioca 30 partite in due stagioni. Nel 1998 passa al Paços Ferreira, mentre a gennaio 1999 viene prestato al Vitória Guimarães, per poi far ritorno al Paços con cui vince il titolo di seconda divisione 1999-2000.
Dopo una stagione al Trofense, Claro viene acquistato nel 2001 dal Gondomar con cui gioca con una certa frequenza (50 apparizioni in due anni).
Nel 2003 esordisce in Primeira Liga con la maglia del Moreirense. Al termine di questa esperienza totalizzerà 28 gettoni, fino al 2006, quando passa al Nelas, prima di tornare nel 2007 al Paços Ferreira.
Con il Cluj, nel quale gioca dal 2007 al 2013, vince numerosi trofei nazionali. Nella stagione di debutto, la 2007-2008, conquista campionato e coppa romena, ottenendo 15 presenze. Nella stagione successiva, dopo aver vinto un'altra Coppa nazionale, si aggiudica anche la Supercoppa di Romania 2009. L'anno dopo, con Andrea Mandorlini come allenatore, il portoghese mette in bacheca la Liga I 2009-2010, la Coppa di Romania 2009-2010 e un'altra Supercoppa. Se nella stagione 2010-2011 non vince alcun titolo, l'anno seguente si aggiudica un'altra Liga I.
Dopo sei anni al Cluj, conditi da otto trofei ufficiali, nel giugno 2013 il portiere si trasferisce per una stagione all'SSU Politehnica Timișoara, in seconda divisione romena. In seguito a due anni di militanza sempre in Romania, nelle file dell'Olt Slatina, nel 2016 Claro si ritira dal calcio alla soglia dei 40 anni.

## Palmarès
- Campionato rumeno: 3

2007-2008, 2009-2010, 2011-2012
- Coppa di Romania: 3

2007-2008, 2008-2009, 2009-2010
- Supercoppa di Romania: 2

2009, 2010